# Mieleszyn (Łódź)
Pour les articles homonymes, voir Mieleszyn.
Mieleszyn est une localité polonaise de la gmina de Bolesławiec, située dans le powiat de Wieruszów en voïvodie de Łódź.